# Біч (Північна Дакота)
Біч (англ. Beach) — місто (англ. city) в США, в окрузі Голден-Веллі штату Північна Дакота. Населення — 981 особа (2020).

## Географія
Біч розташований за координатами 46°54′55″ пн. ш. 104°0′29″ зх. д. / 46.91528° пн. ш. 104.00806° зх. д. (46.915201, -104.007939).  За даними Бюро перепису населення США в 2010 році місто мало площу 5,00 км², з яких 5,00 км² — суходіл та 0,00 км² — водойми. В 2017 році площа становила 6,02 км², з яких 6,02 км² — суходіл та 0,01 км² — водойми.

## Демографія
Згідно з переписом 2010 року, у місті мешкало 1019 осіб у 498 домогосподарствах у складі 251 родини. Густота населення становила 204 особи/км².  Було 601 помешкання (120/км²).
Расовий склад населення:
| - 97,4 % — білих - 0,6 % — чорних або афроамериканців - 0,4 % — корінних американців - 0,1 % — вихідців з тихоокеанських островів - 0,1 % — азіатів |

До двох чи більше рас належало 0,7 %. Частка іспаномовних становила 2,2 % від усіх жителів.
За віковим діапазоном населення розподілялося таким чином: 22,5 % — особи молодші 18 років, 54,5 % — особи у віці 18—64 років, 23,0 % — особи у віці 65 років та старші. Медіана віку мешканця становила 46,2 року. На 100 осіб жіночої статі у місті припадало 89,8 чоловіків;  на 100 жінок у віці від 18 років та старших — 89,0 чоловіків також старших 18 років.
Середній дохід на одне домашнє господарство  становив 55 250 доларів США (медіана — 34 138), а середній дохід на одну сім'ю — 81 469 доларів (медіана — 64 861). Медіана доходів становила 48 409 доларів для чоловіків та 32 500 доларів для жінок. За межею бідності перебувало 14,3 % осіб, у тому числі 19,4 % дітей у віці до 18 років та 11,3 % осіб у віці 65 років та старших.
Цивільне працевлаштоване населення становило 493 особи. Основні галузі зайнятості: роздрібна торгівля — 22,5 %, сільське господарство, лісництво, риболовля — 17,6 %, освіта, охорона здоров'я та соціальна допомога — 17,2 %.